# World Games 2017/Faustball
Bei den World Games 2017 wurde vom 22. bis 25. Juli 2017 ein Wettbewerb im Faustball durchgeführt.

## Teilnehmer
Bei den World Games 2017 traten die sechs besten Faustballnationalmannschaften der Welt an:
|         | Nationen                | | |                       | | |                        | | |
| Europa  | Deutschland             | Deutschland | Deutschland                                                                                                   | Österreich            | Österreich | Österreich | Schweiz                | Schweiz | Schweiz |
|         | 1 2 3 4 7 9 10 11 12 13 | Patrick Thomas Fabian Sagstetter Ajith Fernando Lukas Schubert Steve Schmutzler Nick Trinemeier Sebastian Thomas Andrew Fernando Oliver Späth Tim Albrecht | 02.06.1992 13.08.1990 11.07.1985 10.12.1987 18.06.1984 23.10.1989 11.02.1990 20.07.1989 11.10.1990 03.12.1992 | 1 2 3 4 5 6 7 8 9 10  | Jean Andrioli Gustav Gürtler Julian Payrleitner Bela Gschwandtner Elias Walchshofer Manuel Helmberger Klaus Thaller Martin Pühringer Stefan Wohlfahrt Simon Lugmair | 22.07.1985 16.06.1997 17.12.1988 29.09.1988 01.07.1995 06.05.1990 08.01.1987 04.01.1998 17.02.1993 09.08.1993 | 2 3 4 5 6 8 9 10 11 13 | Lukas Lässer Raphael Schlattinger Kevin Kohler Ueli Rebsamen Marco Eymann Nicolas Fehr Mario Kohler Malik Müller Kenneth Schoch Luca Flückiger                   | 27.04.1989 17.04.1993 20.11.1992 25.07.1990 27.02.1989 14.06.1996 31.03.1988 24.03.1995 11.06.1994 10.07.1992 |
| Amerika | Argentinien             | Argentinien | Argentinien                                                                                                   | Brasilien             | Brasilien | Brasilien | Chile                  | Chile | Chile |
|         | 1 2 3 4 5 6 7 8         | Carlos Cagnone Jose Herrera Tomas Cravero Tomas Krause Gaston Vilar Martin Galan Tomas Mascali Lucio Rivolta                                               | 23.07.1981 07.11.1994 29.12.1998 28.05.1994 04.11.1994 01.01.1996 04.01.1989 08.11.1994                       | 1 2 3 4 5 7 8 9 10 83 | Jayme Andrioli Alexandre Sales Eduardo Garay Henrique Poersch Matheus Lammel Rodrigo Sprandel Fransisco Schmidt Guilherme Theis João Schmidt Juliano Fontoura       | 28.12.1993 09.01.1993 16.03.1994 01.09.1992 26.06.1989 15.11.1992 25.03.1992 21.08.1983 22.01.1988 11.07.1983 | 1 3 4 5 7 8 9 10 11 14 | Cristian Marcos Eduardo Mödinger Cristobal Mödinger Felipe Bucarey Rodrigo Böttger Alvaro Mödinger Matias Araya Joaquin Werner Christian Wellmann Jorge Wellmann | 10.12.1990 06.01.1991 04.04.1983 27.01.1987 03.10.1983 18.07.1988 19.08.1989 25.06.1990 05.03.1992 03.05.1991 |

## Schiedsrichter
Für den Faustballwettbewerb der World Games wurden sechs Schiedsrichter aus drei Nationen nominiert. Sie wurden als Hauptschiedsrichter und Assistenten (Linienrichter) eingesetzt.
| Name               | Land        | Einsätze Finalrunde | Einsätze Finalrunde | Einsätze Finalrunde | Einsätze Finalrunde      |
| Name               | Land        | Schiedsrichter      | Schiedsrichter      | Linienrichter       | Linienrichter            |
| ------------------ | ----------- | ------------------- | ------------------- | ------------------- | ------------------------ |
| Name               | Land        | Halbfinale          | Finalspiele         | Halbfinale          | Finalspiele              |
| Wolfgang Weiß      | Österreich  | GER–BRA             |                     |                     | P5 / ARG–CHI             |
| Reinhard Hübner    | Österreich  |                     | F / GER–SUI         | AUT–SUI GER–BRA     |                          |
| Rainer Frommknecht | Deutschland |                     | P3 / AUT–BRA        |                     |                          |
| Olaf Niemann       | Deutschland | AUT–SUI             |                     |                     | F / GER–SUI P3 / AUT–BRA |
| Jürg Hochuli       | Schweiz     |                     | P5 / ARG–CHI        | AUT–SUI             | P3 / AUT–BRA             |
| Bruno Cavasin      | Schweiz     |                     |                     | GER–BRA             | F / GER–SUI P5 / ARG–CHI |

## Ergebnisse

### Vorrunde

#### Tabelle
| Pl. | Team        | Sp | S | N | Sätze | Diff. | Punkte  | Diff. |
| --- | ----------- | -- | - | - | ----- | ----- | ------- | ----- |
| 1.  | Österreich  | 5  | 4 | 1 | 13:07 | +6    | 205:176 | +29   |
| 2.  | Deutschland | 5  | 4 | 1 | 13:06 | +7    | 198:146 | +52   |
| 3.  | Brasilien   | 5  | 3 | 2 | 11:11 | ±0    | 211:214 | −03   |
| 4.  | Schweiz     | 5  | 3 | 2 | 13:07 | +6    | 205:170 | +35   |
| 5.  | Argentinien | 5  | 1 | 4 | 04:13 | −9    | 157:201 | −51   |
| 6.  | Chile       | 5  | 0 | 5 | 05:15 | −10   | 109:178 | −62   |

|  | Qualifikation zum Halbfinale |
|  | Spiel um Platz 5/6           |

#### Resultate
| 22. Juli 2017 |             |                                      |             |
| 11:00         | Deutschland | 3:0 (11:1, 11:6, 11:8)               | Argentinien |
| 12:15         | Schweiz     | 2:3 (11:6, 7:11, 11:9, 8:11, 11:13)  | Brasilien   |
| 13:30         | Österreich  | 3:2 (8:11, 9:11, 11:9, 11:8, 11:5)   | Chile       |
| 15:00         | Brasilien   | 3:1 (11:7, 7:11, 11:8, 11:5)         | Argentinien |
| 16:15         | Deutschland | 1:3 (8:11, 11:9, 8:11, 6:11)         | Österreich  |
| 17:30         | Schweiz     | 3:0 (11:4, 11:3, 11:8)               | Chile       |
| 23. Juli 2017 |             |                                      |             |
| 11:00         | Deutschland | 3:0 (11:9, 11:4, 11:0)               | Chile       |
| 12:15         | Schweiz     | 3:0 (11:5, 11:8, 11:2)               | Argentinien |
| 13:30         | Brasilien   | 3:2 (10:12, 13:11, 8:11, 11:7, 11:5) | Chile       |
| 15:00         | Österreich  | 3:0 (11:3, 11:4, 11:9)               | Argentinien |
| 16:15         | Deutschland | 3:1 (10:12, 11:3, 11:7, 11:5)        | Brasilien   |
| 17:30         | Schweiz     | 3:1 (12:10, 11:5, 8:11, 11:8)        | Österreich  |
| 24. Juli 2017 |             |                                      |             |
| 11:00         | Österreich  | 3:1 (12:10, 12:14, 11:8, 11:9)       | Brasilien   |
| 12:15         | Deutschland | 3:2 (14:15, 12:10, 8:11, 11:7, 11:6) | Schweiz     |
| 13:30         | Argentinien | 3:1 (11:4, 11:8, 6:11, 11:9)         | Chile       |

### Zwischenrunde

#### Halbfinale
| 24. Juli 2017 |             |                          |           |
| 15:30         | Deutschland | 3:0 (11:6, 11:5, 11:7)   | Brasilien |
| 17:00         | Österreich  | 0:3 (13:15, 9:11, 11:13) | Schweiz   |

### Finalrunde

#### Spiel um Platz 5
| 25. Juli 2017 |             |                        |       |
| 12:00         | Argentinien | 0:3 (5:11, 9:11, 7:11) | Chile |

#### Spiel um Platz 3
| 25. Juli 2017 |           |                                      |            |
| 13:00         | Brasilien | 2:3 (11:5, 10:12, 1:11, 12:10, 5:11) | Österreich |

#### Finale
| 25. Juli 2017 |             |                                                 |         |
| 15:00         | Deutschland | 4:3 (9:11, 7:11, 11:6, 7:11, 11:8, 12:10, 11:9) | Schweiz |

## Platzierungen
| Rang | Land        |
| ---- | ----------- |
|      | Deutschland |
|      | Schweiz     |
|      | Österreich  |
| 4.   | Brasilien   |
| 5.   | Chile       |
| 6.   | Argentinien |